# Belgische wetgevende verkiezingen 1896
Gedeeltelijke wetgevende verkiezingen werden gehouden in België op zondag 5 juli 1896, met een tweede ronde op 12 juli. Onder het systeem van gedeeltelijke hernieuwing werden enkel verkiezingen voor de Kamer gehouden in de 22 arrondissementen van vijf van de negen provincies: Antwerpen, Brabant, Luxemburg, Namen en West-Vlaanderen. Bijgevolg waren 77 van de 152 Kamerzetels te verkiezen.
De 77 uittredende volksvertegenwoordigers waren samengesteld uit 66 katholieken, 10 liberalen en één socialist. Na de verkiezingen waren dit 72 katholieken (+3 in Nijvel, +1 in Aarlen en +2 in Philippeville).
De Liberale Partij, die bij de vorige verkiezingen twee derde van haar zetels verloor, ging nog verder achteruit. De Katholieke Partij versterkte haar absolute meerderheid.

## Uitslagen
|  | Partij                       | Aantal zetels | Aantal stemmen | Aantal stemmen |
|  | ---------------------------- | ------------- | -------------- | -------------- |
|  | Katholieken                  | 72            | 492.541        | 49,68%         |
|  | Liberalen                    | 1             | 193.563        | 19,52%         |
|  | Socialisten                  | -             | 150.260        | 15,16%         |
|  | soc rad                      | -             | 73.077         | 7,37%          |
|  | Kartel liberalen/socialisten | 4             | 49.614         | 5,00%          |
|  | andere                       | -             | 32.317         | 3,26%          |
|  | Totaal                       | 77            | 991.372        | 100%           |

## Verkozen volksvertegenwoordigers
Antwerpen (18)
- Arrondissement Antwerpen (11)

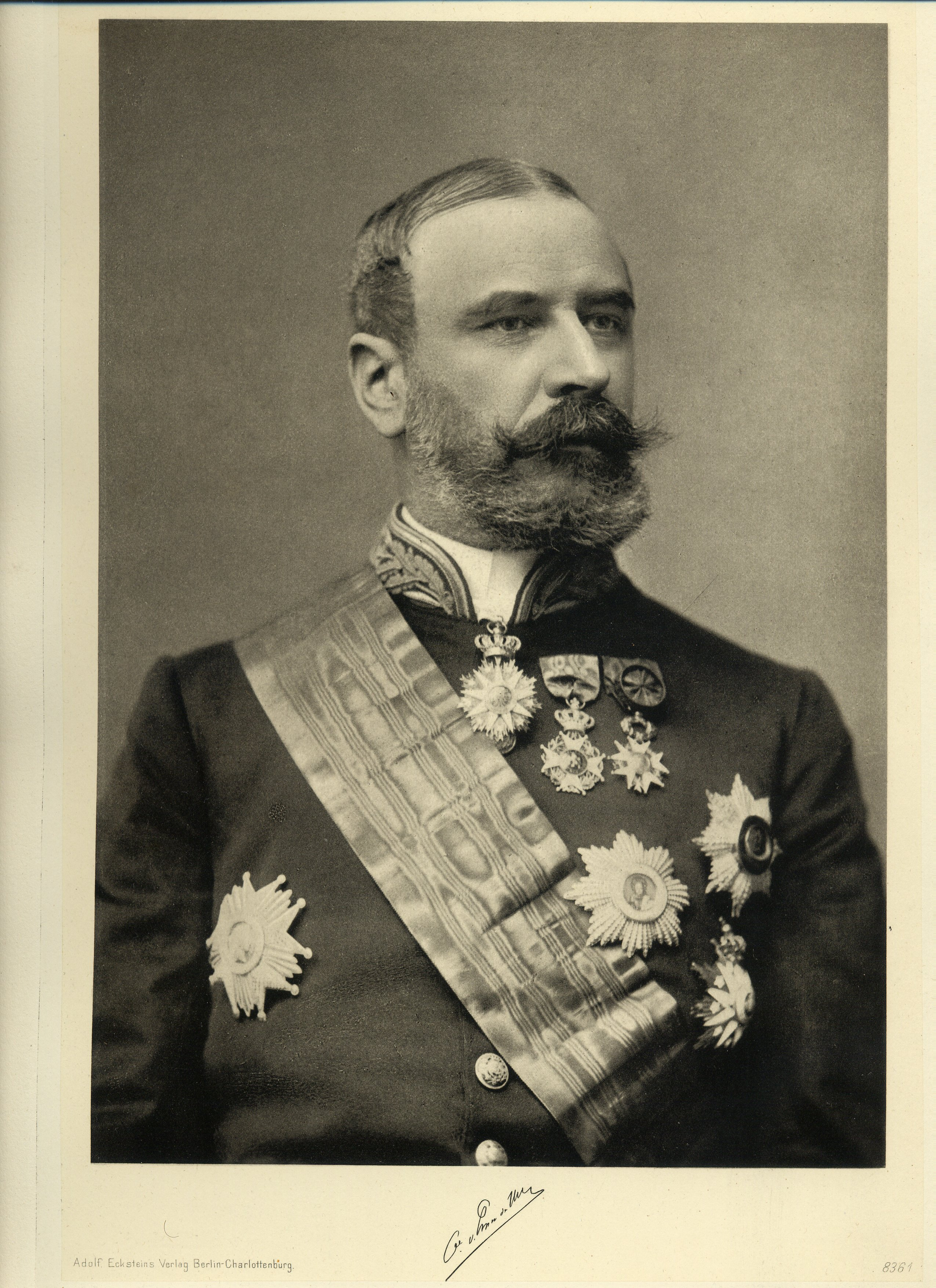
Paul de Smet de Naeyer, regeringsleider

  - Tien katholieken werden herverkozen, namelijk Edouard Biart, Edward Coremans, Auguste Delbeke, Maurice de Ramaix, Jean-Baptiste De Winter, Florimond Heuvelmans, Julien Koch, Charles Ullens de Schooten, Jacques Van den Bemden en Louis Van den Broeck
  - Emile Van Reeth (katholiek) werd verkozen ter vervanging van Eugène Meeus (katholiek)
- Arrondissement Mechelen (4)
  - Drie katholieken werden herverkozen, namelijk Victor Emile Fris, Albert Alexandre Lefebvre en Florent Van Cauwenbergh
  - Edouard De Cocq (katholiek) werd verkozen ter vervanging van François Broers (katholiek)
- Arrondissement Turnhout (3)
  - Drie katholieken werden herverkozen, namelijk Charles de Broqueville, Jean-Baptiste Coomans en Petrus Dierckx. Coomans stierf echter op 27 juli en op 30 augustus 1896 werd een nieuwe verkiezing gehouden om hem op te volgen, waarbij Henri de Mérode-Westerloo (katholiek), tot voor kort volksvertegenwoordiger voor Brussel, werd verkozen.

Brabant (28)
- Arrondissement Brussel (18)
  - Vijftien katholieken werden herverkozen, namelijk Jean Bilaut, Henri Colfs, Frédéric De Bontridder, Jules de Borchgrave, Camille De Jaer, Juliaan De Vriendt, Hippolyte d'Ursel, Eugène Fichefet, Edouard Gilliaux, Alphonse Hemeleers, Edmond Mesens, Charles Mousset, Edmond Nerincx, Léon Théodor, Julien Van Der Linden
  - Drie katholieken, namelijk Henri Carton de Wiart, Jules Renkin en Léon de Somzée werden verkozen ter vervanging van drie katholieken, namelijk Octave Le Sergeant d'Hendecourt, François Lauters en Henri de Mérode-Westerloo (die in Turnhout verkozen werd)
- Arrondissement Leuven (6)
  - Zes katholieken werden herverkozen, namelijk Joseph-Adrien Beeckman, Edouard De Néeff, Jules de Trooz, Albert Nyssens (minister van Nijverheid en Arbeid), Léon Rosseeuw en Frans Schollaert (minister van Binnenlandse Zaken)
- Arrondissement Nijvel (4)
  - Georges Snoy (katholiek) werd herverkozen
  - Drie katholieken, namelijk Jules Melchior Brabant, Emile de Lalieux de La Rocq en Louis Stouffs, werden verkozen ter vervanging van drie liberalen, namelijk Auguste Boucher, Léon Jourez en Emile Henricot

Luxemburg (5)
- Arrondissement Aarlen (1)
  - Adolphe de Limburg Stirum (katholiek) werd verkozen ter vervanging van Camille Ozeray (liberaal)
- Arrondissement Bastenaken (1)
  - Emile Van Hoorde (katholiek) werd herverkozen
- Arrondissement Marche (1)
  - Paul de Favereau (katholiek, minister van Buitenlandse Zaken) werd herverkozen
- Arrondissement Neufchâteau (1)
  - Winand Heynen (katholiek) werd herverkozen
- Arrondissement Virton (1)
  - Georges Lorand (liberaal) werd herverkozen

Namen (8)
- Arrondissement Dinant (2)
  - Twee katholieken, namelijk Jules de Montpellier d'Annevoie en Paul Marie Delvaux, werden herverkozen
- Arrondissement Namen (4)
  - Gustave Defnet (socialist) werd herverkozen
  - Twee liberalen, namelijk Léopold Gillard en Eugène Hambursin, werden herverkozen
  - Joseph Bodart (liberaal) werd verkozen ter vervanging van Louis Ronvaux (liberaal)
- Arrondissement Philippeville (2)
  - Twee katholieken, namelijk Léon Hubert en Charles Mincé du Fontbaré, werden verkozen ter vervanging van twee liberalen, namelijk Stéphane Mineur en Félix Palante

West-Vlaanderen (18)
- Arrondissement Brugge (3)
  - Drie katholieken, namelijk Adolphe Declercq, Alfred Ronse en Amedée Visart de Bocarmé, werden herverkozen
- Arrondissement Kortrijk (4)
  - Vier katholieken, namelijk Julien Liebaert, Auguste Reynaert, Pierre Tack, en Jules Vandenpeereboom (minister van Spoorwegen, Posterijen en Telegrafie), werden herverkozen
- Arrondissement Diksmuide (1)
  - Théophile de Lantsheere (katholiek) werd herverkozen
- Arrondissement Veurne (1)
  - Leon Visart de Bocarmé (katholiek) werd herverkozen
- Arrondissement Oostende (2)
  - Auguste Hamman (katholiek) werd herverkozen
  - Jules Vanderheyde (katholiek) werd verkozen ter vervanging van Paul Carbon (katholiek)
- Arrondissement Roeselare (2)
  - Twee katholieken, namelijk Fernand de Jonghe d'Ardoye en Adrien Spillebout, werden herverkozen
- Arrondissement Tielt (2)
  - Twee katholieken, namelijk Auguste Beernaert en Maurice Van der Bruggen, werden herverkozen
- Arrondissement Ieper (3)
  - Twee katholieken, namelijk René Colaert en Henri Iweins d'Eeckhoutte, werden herverkozen
  - Félix Van Merris (katholiek) werd verkozen ter vervanging van Félix Berten (katholiek)